# Lotte Weimarban
Lotte Weimarban (Lotte in Weimar) Thomas Mann 1936–1939 között írt regénye, melynek hősnője a wetzlari Charlotte Kestner, született Buff, akiről Goethe Az ifjú Werther szenvedései című regény Lottéját mintázta.
Goethe joggyakornok korában szerelmes lett Lottéba, de mivel a lány már másnak a jegyese volt, lemondott róla, és érzelmeit a világsikert aratott levélregényben szublimálta. A cselekmény idején immár özvegy asszony 1816-ban Weimarba utazik, bevallottan nővére látogatására, de azzal a titkos reménnyel is, hogy Goethével még egyszer beszéljen. A mű „sűrű szőttesébe lassan belefonódik az ironikus-fölényesen feltámasztott mult  mellett a tépelődőn, gondokban megélt jelen is, az adomába a világtörténelem, a nagy ember és környezetének torzképébe a kivételes egyéniség küzdelme a tömeggel, korszellemmel, előítéletekkel, Weimar mögött feltűnnek a németség nagy belső hasadásai, Lotte látogatásában a humánum válsága, Goethe monológjában a manni kételyek”. Stefan Zweig méltatása szerint „Egy harmatcsepp nagyságú mese, amely azonban a harmatcsepphez hasonlóan a szín és tűz csodája, ha magasabb fény ragyog rá.”
Magyarul először Rózsavölgyi és Társa kiadásában jelent meg a regény, Vajda Endre fordításában, 1940-ben, majd Lányi Viktor fordításában a Szlovákiai Szépirodalmi Könyvkiadónál, 1957-ben.

## A regény történelmi alapja
Történelmi tény, hogy Charlotte Kestner 44 évvel a Werther megjelenése után Weimarban tartózkodott. „Goethe nagyon röviden és szárazon megemlíti naplójának szeptember 25-i bejegyzésében: Délben Ridelék és Madame Kestner Hannoverből. Az ebédre valójában csak Charlotte rokonait hívták meg, akikhez szeptember 22-én megérkezett. Náluk lakott és nem – mint a regényben – az Elefánt fogadóban. „Az ebéd is csak ebben a legszűkebb körben folyt le, és nem volt tizenhat személyes dinner, ahogy azt én ábrázoltam. Charlotte Kestnert nem idősebbik lánya, Charlotte lánya kísérte, hanem a fiatalabbak egyike, a Clara nevű […] A levélkét, amelyet megérkezése után Az Elefántból intézett Charlotte Goethéhez, én költöttem szabadon; viszont a levélrészlet, amely fia, Kestner követségi tanácsos egyik írásából való, hiteles” – írta 1951-ben Thomas Mann Charlotte Kestnernek, a regényben ábrázolt Charlotte ük-ükunokájának.
A lipcsei Egyetemi Könyvtár birtokában található egy Goethe kezétől származó, Charlotte Kestnernek szóló üzenet, 1816. október 9-i keltezéssel: „Amennyiben, tisztelt barátnőm, szeretné ma este igénybe venni a páholyomat, a kocsim felveszi Önt. Nincs szükség jegyre. Inasom megmutatja az utat a földszinten keresztül. Kérem, bocsássa meg, ha magam nem leszek ott, és nem is mutatkoztam eddig, noha gondolatban gyakran időztem Önnél. Szívélyes jókívánságokkal – Goethe.” Thomas Mann majdnem szó szerint felhasználta ezt a levelet a regény kilencedik fejezetében.

## A mű cselekménye

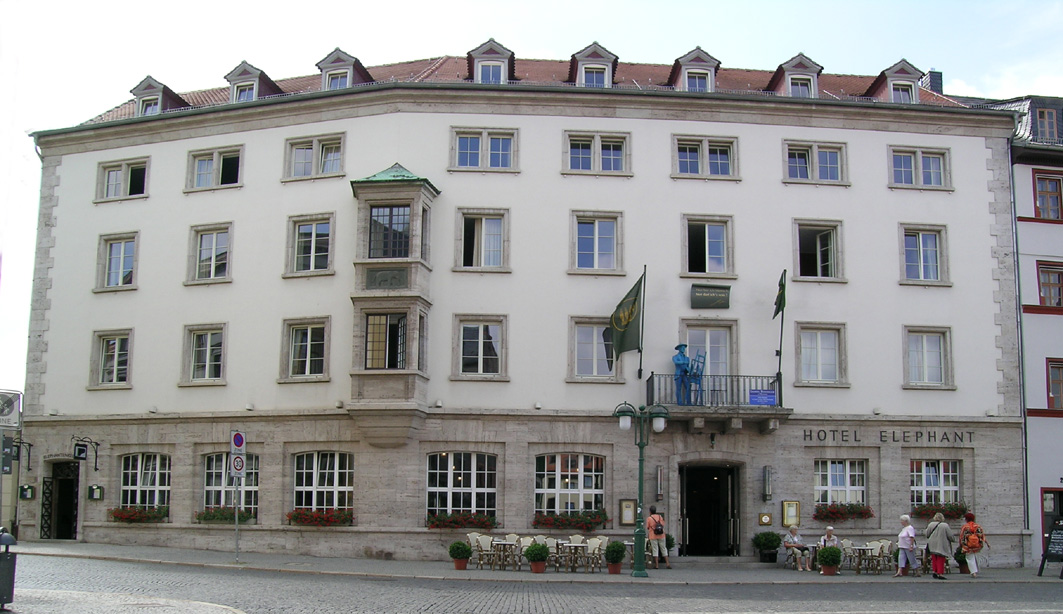
A mai Elefánt-szálló

A rendes postakocsi-járattal 1816 szeptemberének vége felé megérkezik Weimarba az „Elefánt” fogadóba Charlotte Kestner lányával és komornájával. Az asszony arról híres, hogy róla mintázták a kor legsikeresebb regényének, „Az ifjú Werther szenvedései”-nek Lotte nevű hősnőjét.
Röviddel megérkezése után ostrom alá kerül: először az idézetekben beszélő Mager pincér rabolja az idejét fecsegésével, majd egy fiatal ír nő tolakodik be, hogy vázlatképet rajzoljon róla. A további látogatók már Goethe környezetéből érkeznek: Riemer doktor, Goethe fiának, Augustnak a hajdani házitanítója, majd Adele Schopenhauer, legvégül Goethe fia. Mindegyik látogatónak az életére mély hatással volt a költőfejedelem, de ez a hatás nem mindig (Lotte esetében sem) bizonyult szerencsésnek.

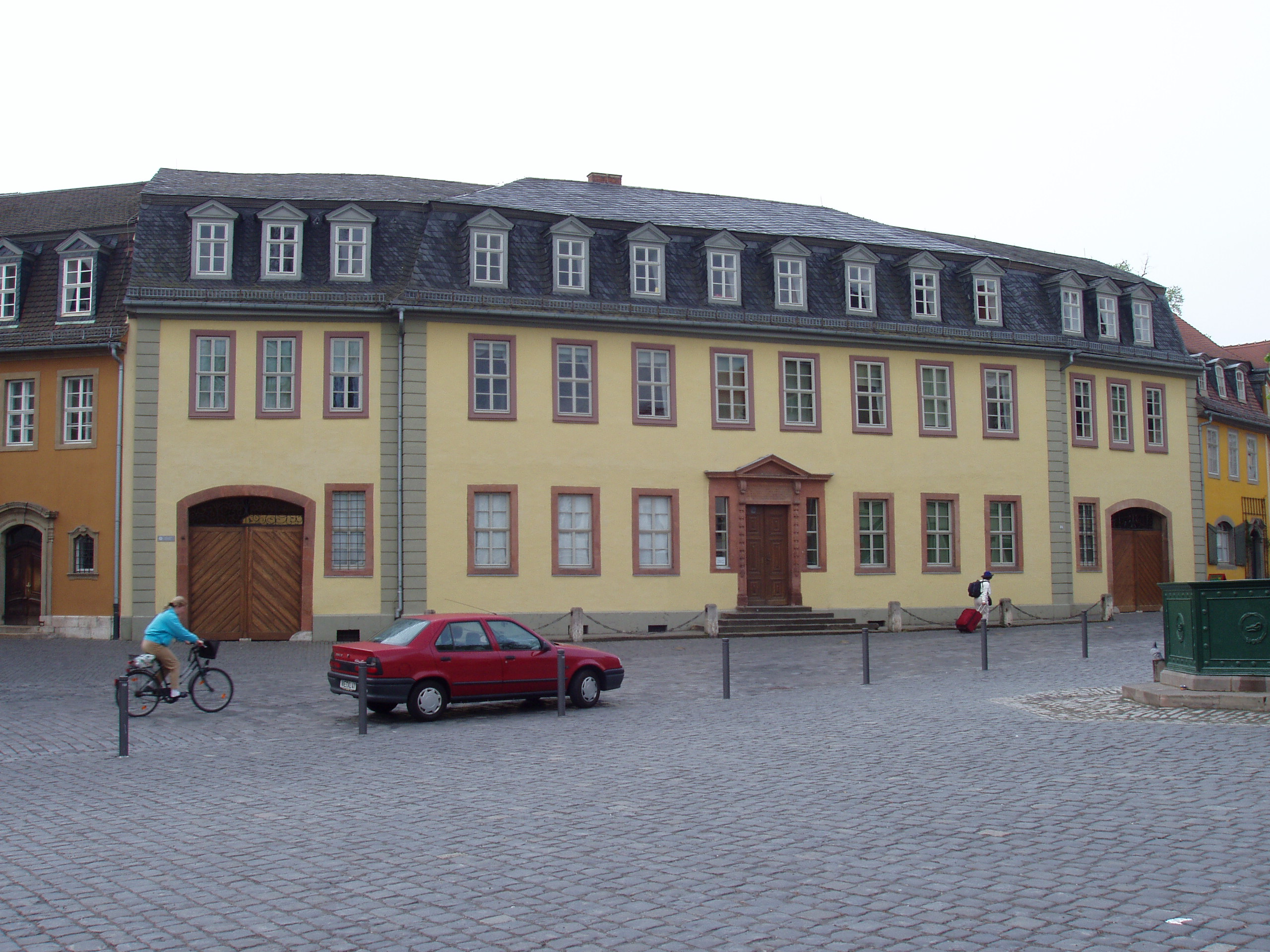
Goethe háza a Frauenplanon

A 67 éves Goethe képe sokáig csak a többiek elbeszéléséből rajzolódik ki. Először csak a hetedik fejezetben jelenik meg személyesen is, amikor ébredés után szabadon csaponganak gondolatai. Goethe hosszú belső monológját a ház népével folytatott beszélgetései szakítják meg.
Fia hírt hoz Charlotte megérkezéséről. Goethe bosszúsan reagál: „Hát nem tudta magába fojtani az érzéseit az öreg nő és nem kímélhetett volna meg engem?” Mivel Charlotte érkezése nagy port vert fel a városban, Goethe úgy dönt, hogy „kissé kitágított intimitás lesz ajánlatos ezúttal” és lányával ebédre hívja meg. Az ebédnél nyilvánvalóvá lesz, hogy a zseni mennyire terhes környezetére nézve. A házigazda kötelességének érzi, hogy anekdotákkal és csevegéssel szórakoztassa vendégeit. Itt hangzik el egy kínai közmondás: „A nagy ember csapás a társadalomra”, amelyet nevetéssel fogadnak és amely Hitlerre utal.
Noha Charlotte vágya egy négyszemközti beszélgetés lett volna, erre nem kerül sor és elmarad a további találkozás is.

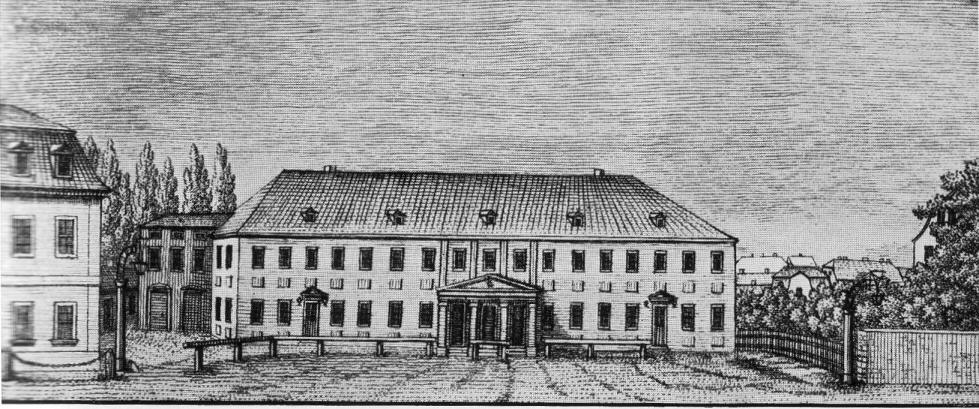
A weimari udvari színház 1800 körül

Két héttel később Goethe színházba invitálja Charlottét és az előadás után kocsijában hazaviteti. Útközben Charlotte félálomban egy beszélgetést képzel el Goethevel. Lotte összehasonlítja kettőjük sorsát: „Borzalmas az elsatnyulás, én mondom neked, és nekünk kicsinyeknek kerülnünk kell azt és teljes erőnkből ellene kell szegülnünk, meg ha a fejünk remeg is az erőfeszítéstől […] Nálad volt valami más is. […] A te valóságod tartalma egészen más – nem lemondás és hűtlenség, hanem csupa beteljesülés, magasrendű hűség.” Amikor a kocsi megáll, Charlotte felébred; a regény ugyanott végződik, ahol kezdődött: az „Elefánt” fogadó előtt.
Thomas Mann átfogó előtanulmányainak köszönhetően a regény összefoglalja az irodalomtörténetből ismert weimari kört, Goethe életét és Schillerhez való viszonyát, illetve a napóleoni háborúk németországi szakaszát.

## Főszereplők

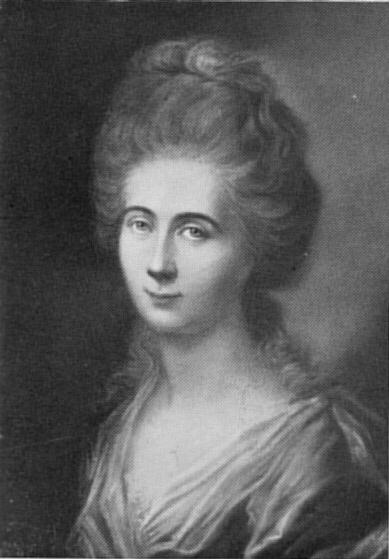
Charlotte Kestner (1753-1828)

### Charlotte Kestner
Az enyhén gömbölyded termetű, hamuszürke hajú asszony immár negyvennégy éve hordoz egy „kínzó rejtélyt”, egy „régi, kiegyenlítetlen, kínzó számla” van függőben közte és a költőfejedelem között: miért érte be a hajdani udvarló, „az árnyékokkal, költészettel, a csókkal, amiből […] nem lesznek gyermekek” Házassága és özvegysége évein át az okozott neki fejtörést, „hogy valaki beleszeret a más menyasszonyába”, „a megépített fészekbe rakja érzéseinek kakukktojását”, amire csak az „élősdiség” szó illik.
Az asszony, aki huszonkilenc éves lányával utazgat, fiatalosnak érzi az észszerűtlenséget, „mint annak a bizonyítékát, hogy belső természete idős korában is változatlan, elpusztíthatatlan maradt” és huncut csínyre készül: a ruha, amit magával hozott, annak a másolata, amelyet tizenkilenc évesen viselt, és amelynek egy szalagcsokrát a költőnek ajándékozta. Elevenen élnek emlékezetében lánykorának történései, jegyessége és Goethe szerepe életében, és beszélgetéseiben ezeket sokkal gyakrabban és részletesebben emlegeti, mint házasságát és gyermekeit. Ezzel az érzéssel ellentétben, az a véleménye, hogy „az ember ragaszkodjék derekasan a valóságoshoz, a lehetségest pedig ne feszegesse.”

### Mager pincér
A művelt pincér Mager az „Elefánt” fogadó tulajdonosának jobbkeze, a fogadó faktótuma, egyben az irodalomrajongó polgár rokonszenves gúnyrajza. Állandó szavajárása a „méltó a megörökítésre”, ennyiben rokon A varázshegy című regényben szereplő Frau Stöhrrel. Rendelkezik a hivatásához szükséges erényekkel: „üdvözlő hajlongásra készen állt”, „ízig-vérig diplomata … előzékeny mosolyával eléjük ment”. Műveltsége és rajongása körülményesen ünnepélyes körmondatokra ragadtatja: „Udvari tanácsosné asszonyom, méltóságod úgyszólván hozzászokott a körülményeihez és mindnyájunk előtt szent azonosságához, alkalmasint könnyedén és köznapian fogja fel a dolgot és nem mérlegeli egészen, miképpen kell hogy hasson egy érző, ifjúkora óta irodalmi érdeklődésű lélekre, amely erre a legkevésbé sem számított, a megismerkedés – ha szabad így mondanom, kegyes elnézését kérve – a találkozás egy, a költészet fényétől körülsugárzott, s mintegy tüzes karokon az örök hírnév egébe ragadott személyiséggel…”
Ugyanakkor a hírnév kérdéses oldalát is megjeleníti, azoknak a sekélyességét, akik a hírnevet gyártják. Mielőtt az első fejezetben végre magára hagyná szobájában a pihenésre vágyó udvari tanácsosnét, vissza kell fordulnia a küszöbről, hogy feltegyen még egy utolsó kérdést. A naiv kérdés Werther búcsúszavainak életrajzi hitelességére vonatkozik: „ugyebár ennek a jelenetnek a valóság az alapja…”

### Riemer doktor

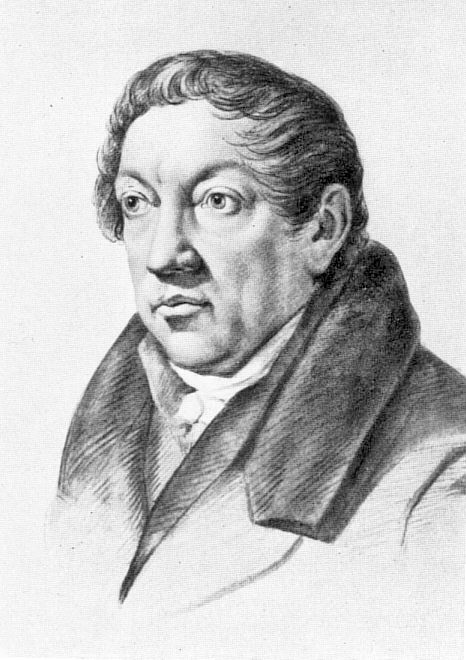
F.W. Riemer (1774-1845)

A cselekmény idején negyven évesnél valamivel idősebb Riemer doktor Goethe August nevű fiának házitanítója volt. Ezt követően gimnáziumi tanár lett Weimarban, de Goethe maga mellett tartotta, hogy a tudós nyelvészeti jártassága bármikor a rendelkezésére álljon. Úgy tűnik, hogy Riemer doktorból hiányzik az önállóság és energikus tetterő; amikor Rostockba hívták egyetemi tanárnak, visszautasította e felkérést.
Eleinte csodálattal beszél Goethéről, majd fokozatosan panaszkodni kezd a hidegség ellen, amely a költőből árad. Életét teljesen alárendeli Goethének: „paradox módon élete és boldogsága az önmegtagadásban rejlik, olyan ügy szolgálatában, amely nem az övé”
Még amikor látszólag függetlenedett Goethétől, akkor még szorosabban kötődött oda: megnősült és önálló háztartást alapított, de feleséget a titkos tanácsos ki nem mondott kívánsága szerint választott.
Magáról aránylag keveset és akkor is csak a költőhöz való kapcsolatában beszél; érdeklődésének tárgya majdnem kizárólag Goethe, az ő megnyilvánulása és nézetei. Ezek taglalásába annyira szenvedélyesen merül bele, hogy teljesen kimerül: „már meg nem engedett és aggasztó mértékben reszketett”, „sápadt volt, homlokán verejtékcseppek gyöngyöztek, ökörszemei vak tekintettel dülledtek ki, máskor csak duzzogó, de most valami tragikus maszkra emlékeztető, nyitott száján át nehezen, gyorsan és hallhatóan lélegzett.”

### Goethe

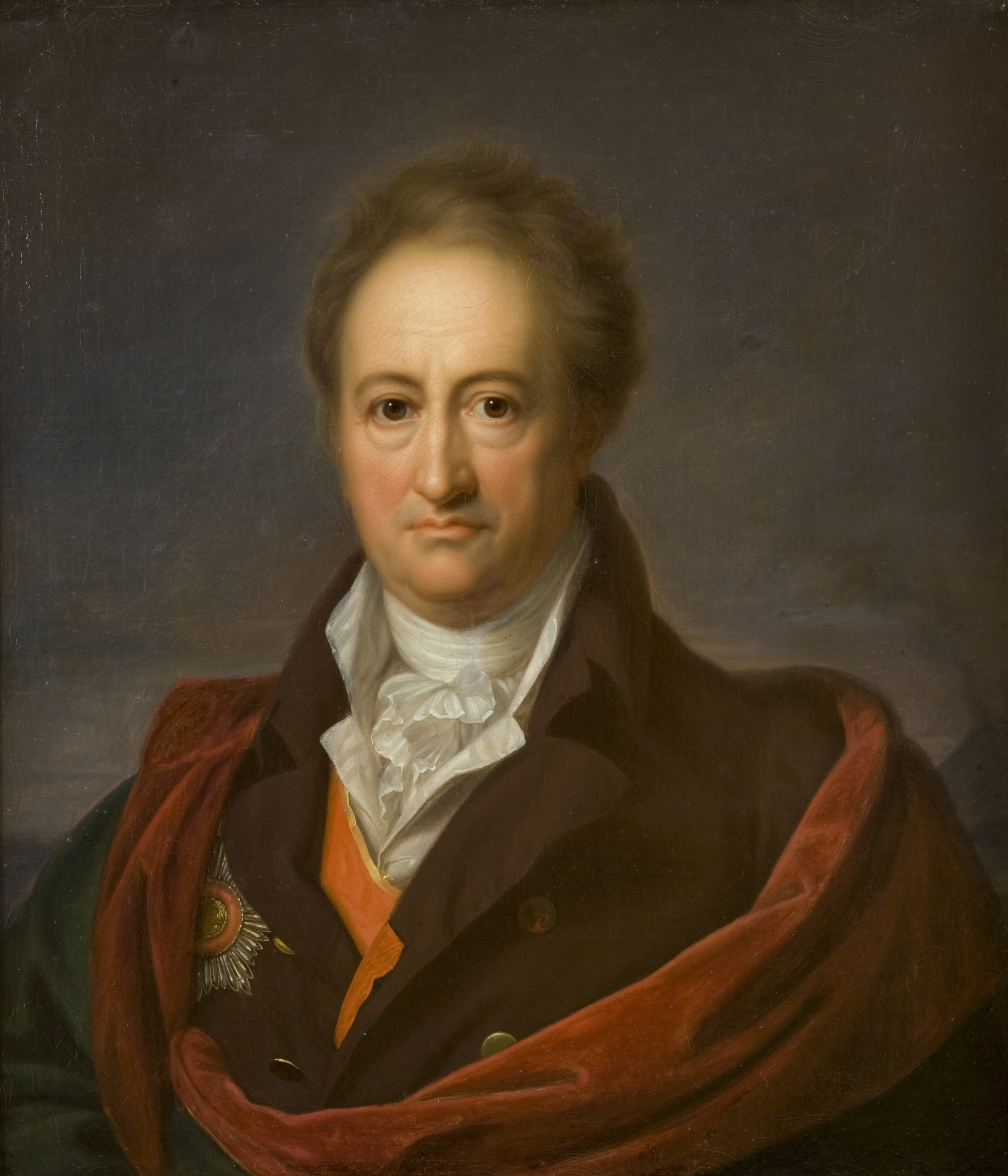
Goethe egy 1808-1809-ben készült festményen

A fiatal Goethét Lotte visszaemlékezéseiből ismerjük meg: „bolond fiú”, aki egy csókot rabolt tőle, „félig forgószél-erejű, félig mélabús lelkületű ifjú”, akinek „néha ugyan furcsa a lénye, nem is mindenben kellemes, de teli zsenialitással és sajátságosan megkapó különcséggel” Akkoriban udvarolt Lotténak, de a lány az ő derék Hans Christianját választotta, akivel már korábban eljegyezték egymást, „nemcsak mert a szeretet és hűség erősebb volt a kísértésnél, hanem azért is, mert lelke mélyén rettegett a másik lényének titkától…amire később megtalálta a váddal és önváddal terhes szót: a céltalan, nyughatatlan szörnyeteg”
Riemer doktor leírása már az elismert költő Goethére vonatkozik. Szerinte Goethe türelmességének „semmi köze a szelídséghez, sőt inkább sajátságos hidegségbe, megsemmisítő közönybe torkollik” A költő hajlama a magányra, különcködésre és zsarnokoskodásra nem csupán az öregkor következménye, hanem a hitetlenség, irónia és szkepticizmus következménye. Miközben azonban Riemer az ember kellemetlen tulajdonságairól, és környezetére gyakorolt nyomasztó hatásáról beszél, ugyanakkor korlátlan lelkesedéssel beszél az alkotó zseniről: „ez az isten-ózon, amelyet a mester közelében belehelünk, ez jelzi nekünk az istent és az istenit”
Adele Schopenhauer, a kisvárosi széplélek, más oldalát mutatja be Goethének, amikor elbeszéli Charlotte-nak a költő és Napóleon kapcsolatát. 1808-ban Erfurtban Napóleon a Becsületrend keresztjét adományozta Goethének, és ezt követően személyes kapcsolat alakult ki a két nagyság között: „…egyenrangú félként bánt vele, s a mester bizonyosságot nyerhetett a tekintetben, hogy szellemi birodalmát, németségét nem kell féltenie”, hogy „Napóleon géniusza nem ellensége az övének”
A kilencedik fejezetben Lotte fiának írt levelében így foglalja össze a költővel kapcsolatos érzéseit: „új ismeretséget kötöttem egy öregemberrel, s ha nem tudnám, hogy Goethe, vagy éppen azért – szóval semmiképpen nem tett rám kellemes benyomást”, noha „a maga merev módján igyekezett kedves lenni”
A könyv megjelenése után többen felrótták Thomas Mannak, hogy nem elég tisztelettudó a költőfejedelemmel szemben: az apró emberi gyengeségek sokaságával ruházza fel. Mann álláspontja azonban már évtizedekkel a regény megírása előtt az volt, hogy „a nagyság nemcsak tiszteletreméltó, hanem mindenekelőtt érdekes is, és az a véleményem, hogy lehet szeretni, tisztelni és ugyanakkor kételkedni, mi több, az effajta tisztelet és szeretet a legmélyebb”.

## Önéletrajzi vonatkozások

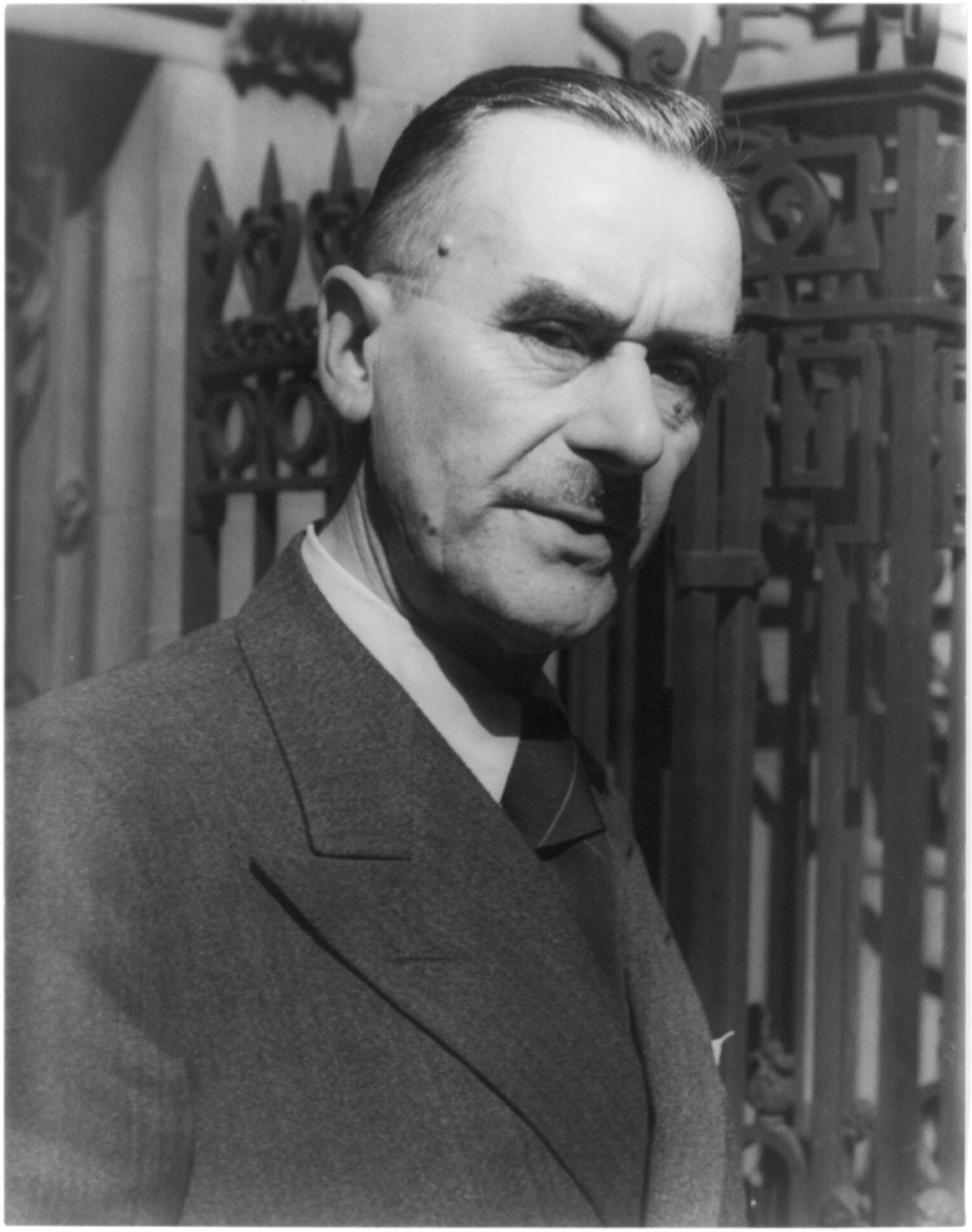
Thomas Mann 1937-ben

Thomas Mann Goethe-képe több vonatkozásban önarckép is. Az író rokonléleknek érezte magát híres elődjével és az „unio mystica”, „mitikus utód” és „nyomában járás” kifejezéseket használta. Ez a szellemi azonosulás, amely Thomas Mann témaválasztásában és naplójában több helyen is tetten érhető, a legközvetlenebb módon a Lotte-regényben nyilvánul meg: egyrészt stílusában Goethe szókincsét, idiómáját és helyesírását utánozta, másrészt a hetedik fejezetben, ahol Goethe gondolatait egyes szám első személyben mondja el.
A regény nyolcadik fejezetében Goethe „egymáshoz kissé közel eső” szemeiről esik szó, ez a sajátság azonban nem Goethe, hanem Thomas Mann tulajdonsága volt.
Doktor Riemer azt a megjegyzést teszi Charlotte Kestner előtt, hogy Goethe „gyakran tesz olyan kijelentéseket, amelyek már magukban foglalják az önmaguknak való ellentmondást – hogy az igazság kedvéért-e vagy valamiféle állhatatlanság és incselkedés okán, nem tudom” Thomas Mann ezt írja magáról Hans Meyernek 1953. december 29-én: „Azt, hogy van bennem – és általában a művészemberekben – a szélhámosból, már korán lelepleztem magamról és humorosan törvényt ültem felette”.
A nürnbergi Goethe-botrány (részletesen lásd A regény fogadtatása részben), azaz hogy Thomas Mann Goethével mondatta ki saját gondolatait a nemzetiszocializmusról, szintén az önarckép-jelleg következménye volt.

## A regény fogadtatása
Thomas Mann 1937. január 12-én a budapesti Magyar Színházban tartott felolvasást a még munkában levő regényből. József Attila ebből az alkalomból írta a Thomas Mann üdvözlése című ódát, de a rendőrség nem engedte, hogy a rendezvényen felolvassa. Ezzel kapcsolatban számos cikk jelent meg a korabeli sajtóban. Az 1941-ben megjelent Szerb Antal-féle világirodalomtörténet így méltatta a kortárs alkotást: „Ez a könyv – talán nem káromlás, amit mondunk – olyan, mintha maga Goethe írta volna. A történelmi beleélés utolérhetetlen remeke.”
A második világháború alatt Németországban, ahol a regény tiltólistán volt Thomas Mann összes többi művével együtt, a mű Svédországban megjelent német nyelvű példányai forogtak. A háború után a könyv egy csapásra híressé vált a német nyilvánosság előtt az 1946-os nürnbergi Goethe-botrány kapcsán, amikor a nürnbergi per brit főügyésze, Sir Hartley Shawcross, egy Goethe-idézetet épített be a július 26-án tartott záróbeszédébe. Az idézet célja az volt, hogy a németek nemzeti költőjét szintén a nemzetiszocializmus vádlójaként tüntesse fel; az idézet azonban nem Goethétől származott, amint azt Shawcross hitte, hanem Thomas Mann regényéből. Egy héttel később vált csak ismertté, hogy a Goethének tulajdonított idézet a Lotte Weimarban hetedik fejezetéből származik. A Times, amely július 29-én részleteket közölt Shawcross beszédéből, az 1946. október 12-i irodalmi mellékletében ismét rámutatott az ügyész tévedésére.
Az ügy nyomán a washingtoni angol nagykövet, Archibald Kerr levelet írt a Kaliforniában élő Thomas Mann-nak és felvilágosítást kért tőle. Mann azt válaszolta, hogy Hartley jóhiszeműen járt el, de megtévesztette az idézet aktualitása és hogy a Times-nak igaza volt. Ugyanakkor hozzátette azt is, hogy „Goethe mindent, amit nálam gondol és mond, valóban gondolhatta és mondhatta volna, így magasabb értelemben az ügyész tehát mégis helyesen idézett.” Az esetet mindazonáltal úgy írta le, hogy „tisztázott egy komikus félreértést”. Máig nem tisztázott, hogy az író lánya, Erika Mann, aki sajtómegfigyelőként jelen volt a tárgyaláson, játszott-e szerepet a tévedés felderítésében.
A félreértésre valószínűleg a következőképpen kerülhetett sor: Mivel Mann könyve Németországban be volt tiltva, becsempésztek néhány Svédországban nyomtatott példányt. A rendszer ellenzéke felvilágosító propagandaként írógéppel sokszorosítva terjeszteni kezdte a regény egyes részeit „Goethe beszélgetései Riemerrel“ címen. A háború után, 1945 vége felé ez a pamflet több napilapban is megjelent „Goethe a németekről" címmel. Shawcross forrása valószínűleg vagy a pamflet vagy valamelyik napilap volt.
Jobboldali körökben még sokáig emlegették ezt az incidenst, hogy a nürnbergi pert és Thomas Mannt kedvezőtlen színben tüntessék fel. Így például a Salzburger Volksblatt, a Deutsche National-Zeitung, illetve a Soldatenzeitung még 1965 után is csalásról írt, és azt állították, hogy „Mann németellenes jelleggel meghamísította Goethét”. Louis Glatt 1966-ban azt írta, hogy a manni idézet „méltatlan merénylet Goethe szellemi és erkölcsi alakja ellen“.

## Magyar nyelvű kiadások
- Lotte Weimarban – fordította: Vajda Endre; Rózsavölgyi, Budapest, 1940
- Lotte Weimarban – regény; fordította: Lányi Viktor; Európa, Budapest, 1957

## Megfilmesítés
- Lotte in Weimar NDK-játékfilm 1974–1975. A forgatókönyvet írta és rendezte Egon Günther, a címszerepben Lilli Palmer (Információk a filmről az IMDB adatbázisban (angolul))

## Idézetek
- A regényből származó idézetek Lányi Viktor fordításában szerepelnek, az Európa Könyvkiadó, Budapest, 1957-es kiadásából:

1. ↑  403. oldal
2. ↑  404. oldal
3. ↑  451. oldal
4. ↑  484. oldal
5. ↑  109–110. oldal
6. ↑  120–121. oldal
7. ↑  28. oldal
8. ↑  271. oldal
9. ↑  13. oldal
10. ↑  20. oldal
11. ↑  62. oldal
12. ↑  99. oldal
13. ↑  31. oldal
14. ↑  34. oldal
15. ↑  34-35. oldal
16. ↑  94. oldal
17. ↑  97. oldal
18. ↑  178-179. oldal
19. ↑  471. oldal
20. ↑  425. oldal
21. ↑  55. oldal

## Fordítás
- Ez a szócikk részben vagy egészben a  Lotte in Weimar című német Wikipédia-szócikk ezen változatának fordításán alapul.  Az eredeti cikk szerkesztőit annak laptörténete sorolja fel. Ez a jelzés csupán a megfogalmazás eredetét és a szerzői jogokat jelzi, nem szolgál a cikkben szereplő információk forrásmegjelöléseként.